# Michel Mulder
Michel Theodoor Mulder (ur. 27 lutego 1986 w Zwolle) – holenderski łyżwiarz szybki, dwukrotny medalista olimpijski i czterokrotny medalista mistrzostw świata.

## Kariera
Specjalizuje się w krótszych dystansach. Pierwszy sukces w karierze osiągnął w 2012 roku, kiedy zdobył srebrny medal w biegu na 500 m podczas dystansowych mistrzostw świata w Heerenveen. Rozdzielił tam na podium Mo Tae-buma z Korei Południowej i Fina Pekkę Koskelę. Rok później zwyciężył na sprinterskich mistrzostwach świata w Salt Lake City, wyprzedzając bezpośrednio Pekkę Koskelę i swego rodaka Heina Otterspeera. Kolejne trzy medale zdobył w 2014 roku, rozpoczynając od zwycięstwa podczas sprinterskich mistrzostw świata w Nagano. Miesiąc później wystartował na igrzyskach olimpijskich w Soczi, gdzie zdobył złoto na 500 m i brąz na 1000 m. Na dłuższym dystansie wyprzedzili go jedynie Stefan Groothuis z Holandii i Kanadyjczyk Denny Morrison. Był medalistą mistrzostw Holandii, w 2013 roku został mistrzem kraju na 500 metrów, a rok później był najlepszy w sprincie. Podczas dystansowych mistrzostw świata w Heerenveen w 2015 roku zajął trzecie miejsce w biegu na 500 m, w którym wyprzedzili go tylko Rosjanin Pawieł Kuliżnikow oraz Laurent Dubreuil z Kanady.